# Lijst van polders in het voormalige Hoogheemraadschap Schieland
Dit is een lijst van polders in het voormalige Hoogheemraadschap van Schieland:
- Polder Bleiswijk
- Binnenwegsche polder
- Prins Alexanderpolder
- Eendragtspolder
- Polder Esse, Gansdorp en Blaardorp
- Oostpolder
- Polder Overschie
- Polder Overschie en Schiebroek
- Rotte
- Tweemanspolder
- Polder de Honderdveertig Morgen
- Polder de Wilde Veenen
- Polder Zestienhoven
- Zuidplaspolder
- Polder Capelle aan den IJssel
- Polder Rotterdam Centrum